# Knytnævehilsen
Knytnævehilsen (også kaldet fist bump eller knuckle bump fra engelsk) er en hilsen, der har samme funktion som et håndtryk eller et high five. En knytnævehilsen kan også være en måde at udtrykke respekt. 
En knytnævehilsen gives ved at to personer begge knytter en hånd og herefter let slår de knyttede næver sammen. I modsætning til et almindeligt håndtryk, der normalt kun gives med højre hånd, kan en knytnævehilsen gives med begge hænder.